# Fréhel (comuna)
Fréhel é uma comuna francesa na região administrativa da Bretanha, no departamento Côtes-d'Armor. Estende-se por uma área de 32,7 km². Em 2010 a comuna tinha 1 611 habitantes (densidade: 49,3 hab./km²).
Esta cidade é geminada com Mafra.